# 80e division (Israël)
Pour les articles homonymes, voir 80e division.
La 80e division « Edom » est une division territoriale du commandement sud des forces de défense israéliennes.

## Historique
L'unité est créée en 1979. En raison de l'augmentation de la contrebande en provenance de la péninsule du Sinaï, il est décidé en 2007 de diviser la section frontalière en deux parties : l'est et l'ouest. Dans le même temps, la structure de la division est divisée en deux brigades distinctes, chacune se voyant attribuer une section distincte de la frontière à garder.
En mars 2017, la 80e division est la première a accueillir des femmes au sein d'unités des Corps blindés,.

## Organisation en 2024
- 80e division « Edom »

Organisation de la 80e division « Edom » en 2024.

  -  406e brigade territoriale « Yoav »
    - 5031e bataillon d'infanterie
    - 5034e bataillon d'infanterie
    - Bataillon logistique
    - Compagnie de transmissions

  -  460e brigade blindée « Bnei Or » (entraînement)
    -  195e bataillon d'entraînement blindé « Adam » (Merkava Mk.4)
    - 196e bataillon d'entraînement d'officiers de chars « Shahak » (Merkava Mk.4)
    - 198e bataillon blindé « Ezoz » (Merkava Mk.4)
    - 330e bataillon d'entraînement d'instructeurs de chars « Magen »
    -  532e bataillon blindé « Shelah » (Merkava Mk.4)
    - 614e bataillon du génie de combat
    - Bataillon logistique
    - Compagnie de transmissions

  -  512e brigade territoriale « Paran »[4]
    - 33e bataillon d'infanterie de frontière « Caracal »
    - 277e bataillon d'infanterie de frontière « Cheetah »
    - Bataillon logistique
    - Compagnie de transmissions

  -  425e brigade d'artillerie (école d'artillerie de campagne)
    - 451e bataillon d'entraînement d'artillerie (officiers et commandants)
    - Bataillon d'entraînement d'artillerie « Shaked » (obusiers)
    - Bataillon d'entraînement d'artillerie « Shita » (MLRS)
    - Bataillon d'entraînement aux opérations spéciales
    - Bataillon logistique
    - 5304e compagnie de transmissions

  -  681e bataillon de transmission divisionnaire « Marom »
  -  727e bataillon de renseignement de campagne « Eitam »
  - LOTAR Eilat (en) (Unité de réserve antiterroriste à Eilat)

## Commandants
| Nom             | Date                | Ref.   |
| --------------- | ------------------- | ------ |
| Jacob Or        | 1987–1988           |        |
| Moti Paz        | 1988–1990           |        |
| Dov Dekel       | 1990–1994           |        |
| Yusef Mishleb   | 1994–1995           |        |
| Shlomo Oren     | 1995–2000           |        |
| Bière Yishai    | 2000–2002           |        |
| Shmuel Zakaï    | 2002–2004           |        |
| Efi Idan        | 2004–2005           |        |
| Imad Fares      | 2004–2005           |        |
| Yoel Starik     | 2007–2009           |        |
| Tamir Yadai     | 2009–2011           |        |
| Nadav Padan     | 2011–2013           | [ 5 ]  |
| Roi Elkabetz    | Septembre 2013–2015 | [ 6 ]  |
| Rafi Milo       | 2015–2017           | [ 7 ]  |
| Guy Hazut       | 2017–2019           |        |
| Gur Shreibman   | 2019–2021           | [ 8 ]  |
| Itzik Cohen     | Août 2021–août 2023 | [ 9 ]  |
| Itamar Ben Haïm | Août 2023–          | [ 10 ] |